# ŁKS Łódź w sezonie 1996/1997
Sezon 1996/1997 – 60. jubileuszowy sezon spędzony przez Łódzki Klub Sportowy w Ekstraklasie.

## Zarys sezonu
Piłkarze ŁKS-u fatalnie rozpoczęli sezon 1996/1997. Przez pierwszych 7. kolejek nie udało im się ani razu wywalczyć kompletu punktów (łodzianie zajmowali ostatnie miejsce w lidze). Wpływ na to miało m.in. osłabienie zespołu. Po drugiej serii meczów jedenastkę z al. Unii Lubelskiej 2 opuścił, uważany za wielki talent, 18-letni Marek Saganowski, którego ówczesny właściciel klubu, Antoni Ptak postanowił wypożyczyć do Feyenoordu. Po raz pierwszy ełkaesiacy 3. punkty zainkasowali dopiero w 8. kolejce, po efektownym zwycięstwie na wyjeździe z Górnikiem Zabrze 4:1, dzięki któremu odbili się od dna ligowej tabeli.

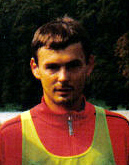
Mirosław Trzeciak – król strzelców w barwach ŁKS-u w sezonie 1996/97

W trakcie rundy jesiennej doszło do zmiany na stanowisku I trenera – Leszka Jezierskiego zastąpił jego asystent Marek Dziuba. Prócz roszady na ławce trenerskiej, dokonano także zmian w kadrze drużyny, którą zaczęto sukcesywnie wzmacniać poczynając od wspomnianego wcześniej spotkania z ekipą z Zabrza. Drużynę wzmocnili m.in. Nigeryjczyk Sylvester Okosun (bramka w debiucie z Górnikiem), Ukrainiec Ihor Łysak, członek reprezentacji olimpijskiej Daniel Treściński, czy wreszcie doświadczony napastnik Mirosław Trzeciak. Transfer tego ostatniego był zresztą przysłowiowym strzałem w „dziesiątkę”, bowiem znany z występów w Lechu Poznań zawodnik został na koniec rozgrywek królem strzelców, zdobywając 18 bramek w zaledwie 23. meczach.
Rundę rewanżową Rycerze Wiosny rozpoczęli w znakomitym stylu. Na początek ograli na lokalnego rywala, ówczesnego mistrza Polski, drużynę Widzewa 1:0. Złotą bramkę zdobył w 85. minucie Marcin Danielewicz. W bramce ŁKS-u zadebiutował w tamtym meczu popularny Bodzio W., który wkrótce stał się jednym z ulubieńców łódzkiej publiczności. W 4. kolejce po zimowej przerwie ełkaesiacy ograli kolejnego kandydata do tytułu mistrzowskiego, Legię Warszawa 2:1. W dalszej części sezonu podopieczni Marka Dziuby utrzymywali dobry, równy poziom, dzięki czemu na koniec rozgrywek zajęli wysokie 6. miejsce (po rundzie jesiennej zajmowali 11. miejsce).
W trakcie sezonu, w drużynie pojawiło się 6. zagranicznych piłkarzy, w tym aż 4. Brazylijczyków. Jeden z nich, Rodrigo Jorge Vieira Ribeiro, swą grą zwrócił uwagę przedstawicieli Fortuny Düsseldorf, którzy po zakończeniu rozgrywek wykupili go za ponad milion marek, a transakcja ta stała się jednym z powodów, dla których Antoni Ptak postanowił ściągać kolejnych zawodników z kraju kawy.

## Skład

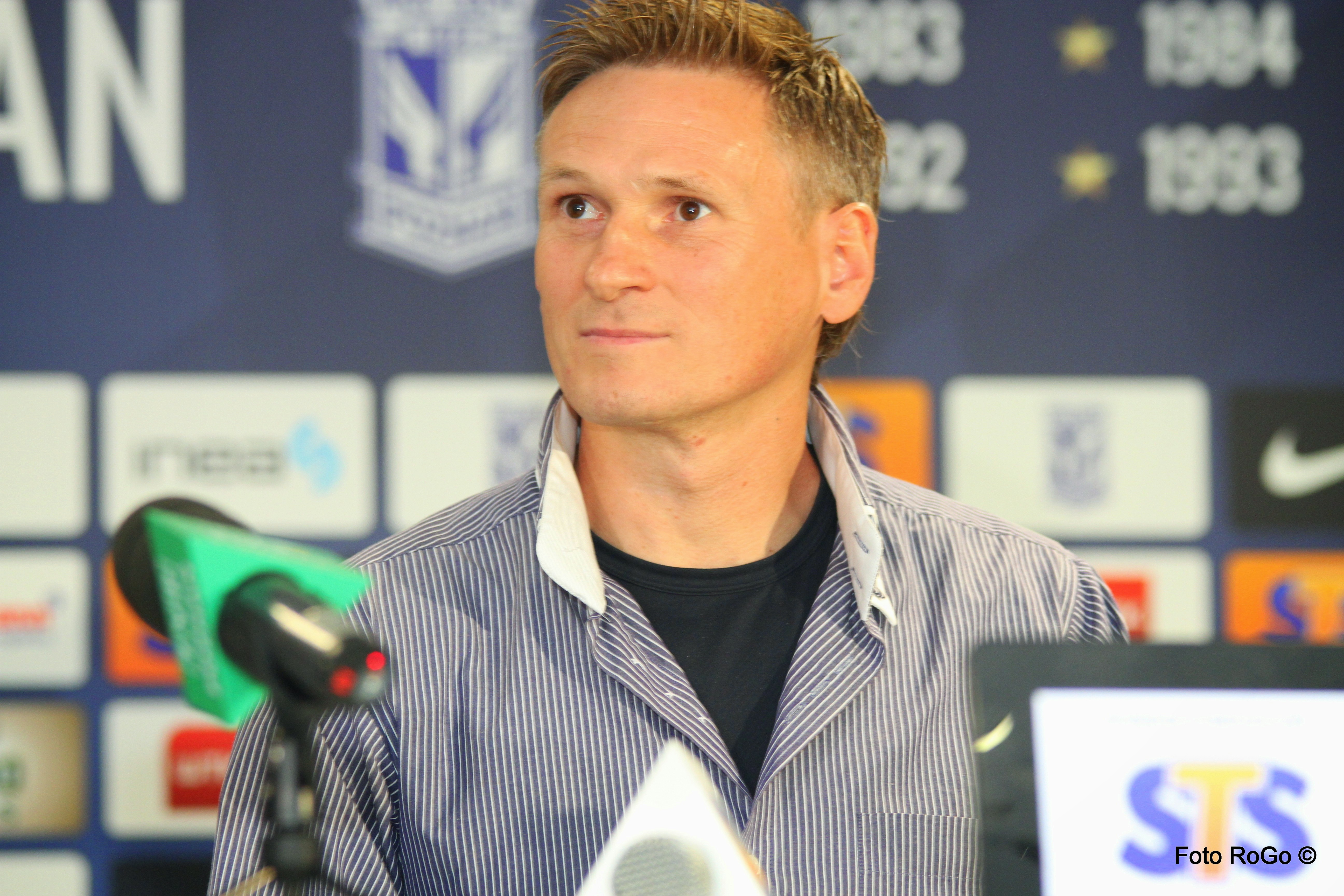
Andrzej Krzyształowicz – podstawowy bramkarz ŁKS-u w rundzie jesiennej sezonu 1996/97

| Imię i nazwisko                 | Numer | Kraj     | Pozycje | Data urodzenia | Poprzedni klub                         |
| Bramkarze                       |       |          |         |                |                                        |
| Bogusław Wyparło                | 1     | Polska   | BR      | 1974           | Sokół Tychy                            |
| Andrzej Krzyształowicz          | 12    | Polska   | BR      | 1970           | RKS Radomsko                           |
| Michał Sławuta                  | –     | Polska   | BR      | 1977           | wychowanek                             |
| Obrońcy                         |       |          |         |                |                                        |
| Tomasz Kłos                     | 2     | Polska   | OB      | 1973           | Boruta Zgierz                          |
| Tomasz Kos                      | 3     | Polska   | OB      | 1974           | Sokół Tychy                            |
| Witold Bendkowski               | 4     | Polska   | OB      | 1961           | Yukong Elephants                       |
| Rafał Pawlak                    | 7     | Polska   | OB      | 1975           | wychowanek                             |
| Tomasz Romaniuk                 | –     | Polska   | OB      | 1974           | Ślęza Wrocław                          |
| Sérgio Batata                   | –     | Brazylia | OB      | 1979           | Cruzeiro EC                            |
| Rodrigo Gonçalves do Nascimento | –     | Brazylia | OB      | 1979           | Cruzeiro EC                            |
| Pomocnicy                       |       |          |         |                |                                        |
| Tomasz Lenart                   | 5     | Polska   | PO      | 1969           | Pilica Tomaszów Mazowiecki; wychowanek |
| Grzegorz Krysiak                | 6     | Polska   | PO      | 1969           | Boruta Zgierz                          |
| Daniel Treściński               | 8     | Polska   | PO      | 1978           | Zagłębie Sosnowiec                     |
| Rafał Niżnik                    | 9     | Polska   | PO      | 1974           | Okocimski Brzesko                      |
| Maciej Terlecki                 | 10    | Polska   | PO      | 1977           | RSC Anderlecht                         |
| Piotr Czachowski                | ?     | Polska   | PO      | 1966           | Dundee FC                              |
| Kacper Derczyński               | –     | Polska   | PO      | 1980           | wychowanek                             |
| Rodrigo Jorge Vieira Ribeiro    | –     | Brazylia | PO      | 1975           | ?                                      |
| Ireneusz Komar                  | –     | Polska   | PO      | 1976           | Orlęta Dęblin                          |
| Krzysztof Przała                | –     | Polska   | PO      | 1974           | Zawisza Bydgoszcz                      |
| Ihor Łysak                      | –     | Ukraina  | PO      | 1975           | Wiktor Zaporoże                        |
| Piotr Leszczyk                  | –     | Polska   | PO      | 1978           | Warta Działoszyn                       |
| Napastnicy                      |       |          |         |                |                                        |
| Mirosław Trzeciak               | 11    | Polska   | NA      | 1968           | Maccabi Tel Awiw                       |
| Ricardo Sousa de Moraes         | 19    | Brazylia | NA      | 1975           | ?                                      |
| Daniel Dubicki                  | 20    | Polska   | NA      | 1975           | Bałtyk Gdynia                          |
| Marek Saganowski                | –     | Polska   | NA      | 1978           | wychowanek                             |
| Sylvester Okosun                | –     | Nigeria  | NA      | 1972           | Jasper United FC                       |
| Daniel Purzycki                 | –     | Polska   | NA      | 1975           | Pogoń Siedlce                          |
| Marcin Danielewicz              | –     | Polska   | NA      | 1976           | Jagiellonia Białystok                  |
| Michał Białas                   | –     | Polska   | NA      | 1975           | wychowanek                             |
| Arkadiusz Gondzia               | –     | Polska   | NA      | 1978           | wychowanek                             |

## Transfery

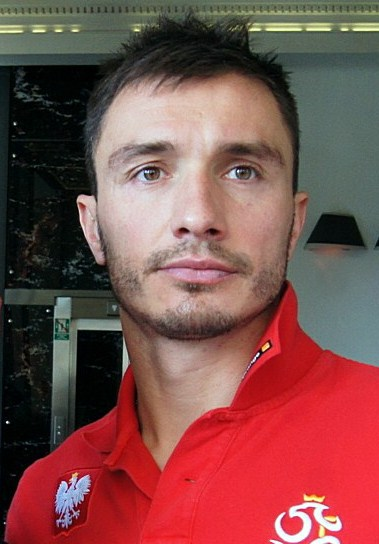
Marek Saganowski – po zaledwie 2. występach w sezonie 1996/97 został wypożyczony do Feyenoordu

### Do klubu
| Runda    | Pozycja | Piłkarz                         | Z klubu               |
| -------- | ------- | ------------------------------- | --------------------- |
| jesienna | BR      | Andrzej Krzyształowicz          | RKS Radomsko          |
| jesienna | NA      | Daniel Purzycki                 | Pogoń Siedlce         |
| jesienna | NA      | Sylvester Okosun                | Jasper United FC      |
| jesienna | PO      | Krzysztof Przała                | Zawisza Bydgoszcz     |
| jesienna | PO      | Daniel Treściński               | Zagłębie Sosnowiec    |
| jesienna | PO      | Ihor Łysak                      | Wiktor Zaporoże       |
| jesienna | OB      | Tomasz Kos                      | Sokół Tychy           |
| jesienna | NA      | Marcin Danielewicz              | Jagiellonia Białystok |
| jesienna | OB      | Tomasz Romaniuk                 | Ślęza Wrocław         |
| jesienna | NA      | Ricardo Sousa de Moraes         | ?                     |
| wiosenna | BR      | Bogusław Wyparło                | Sokół Tychy           |
| wiosenna | OB      | Sérgio Batata                   | Cruzeiro EC           |
| wiosenna | OB      | Rodrigo Gonçalves do Nascimento | Cruzeiro EC           |
| wiosenna | PO      | Rodrigo Jorge Vieira Ribeiro    | ?                     |

### Z klubu
| Runda    | Pozycja | Piłkarz              | Do klubu                      | Uwagi  |
| -------- | ------- | -------------------- | ----------------------------- | ------ |
| jesienna | BR      | Zbigniew Robakiewicz | AÓ Iraklís                    |        |
| jesienna | OB      | Artur Kościuk        | Aluminium Konin               |        |
| jesienna | OB      | Marek Chojnacki      | Karkonosze Jelenia Góra       |        |
| jesienna | NA      | Tomasz Cebula        | Hapoel Ironi Riszon le-Cijjon |        |
| jesienna | PO      | Grzegorz Wędzyński   | Polonia Warszawa              |        |
| jesienna | PO      | Rafał Kupidura       | koniec kariery                |        |
| jesienna | NA      | Marek Saganowski     | Feyenoord Rotterdam           | (wyp.) |
| wiosenna | NA      | Marek Saganowski     | Hamburger SV                  | (wyp.) |

## Rozgrywki

### Ekstraklasa

#### Tabela na zakończenie sezonu (czołowa siódemka)
| Lp. | Klub                  | Mecze | Zwycięstwa | Remisy | Porażki | Bramki Zdobyte | Bramki Stracone | Punkty |
| --- | --------------------- | ----- | ---------- | ------ | ------- | -------------- | --------------- | ------ |
| 1   | Widzew Łódź           | 34    | 25         | 6      | 3       | 74             | 21              | 81     |
| 2   | Legia Warszawa        | 24    | 25         | 5      | 6       | 66             | 27              | 77     |
| 3   | Odra Wodzisław Śląski | 34    | 16         | 7      | 11      | 51             | 44              | 55     |
| 4   | GKS Katowice          | 34    | 14         | 11     | 9       | 47             | 40              | 53     |
| 5   | Amica Wronki          | 34    | 14         | 10     | 10      | 41             | 40              | 52     |
| 6   | ŁKS Łódź              | 34    | 13         | 10     | 11      | 55             | 45              | 49     |
| 7   | Polonia Warszawa      | 34    | 13         | 10     | 11      | 44             | 38              | 49     |

#### Runda jesienna
| kolejka | przeciwnik            | Dom/Wyjazd | wynik | bramki                                                                         |
| 1       | Śląsk Wrocław         | W          | 0:3   | brak                                                                           |
| 2       | Widzew Łódź           | D          | 1:1   | Marek Saganowski 7'                                                            |
| 3       | GKS Katowice          | W          | 0:1   | brak                                                                           |
| 4       | Amica Wronki          | D          | 1:2   | Tomasz Lenart 41'                                                              |
| 5       | Legia Warszawa        | W          | 0:3   | brak                                                                           |
| 6       | Raków Częstochowa     | D          | 1:1   | Krzysztof Przała 25'                                                           |
| 7       | Zagłębie Lubin        | W          | 1:2   | Tomasz Kłos 53'                                                                |
| 8       | Górnik Zabrze         | W          | 4:1   | Daniel Dubicki 43', '46, Sylvester Okosun 47', Marcin Danielewicz '57          |
| 9       | Stomil Olsztyn        | D          | 4:2   | Daniel Dubicki 23', '89, Tomasz Kłos 38', Tomasz Lenart '42                    |
| 10      | GKS Bełchatów         | W          | 0:0   | brak                                                                           |
| 11      | Hutnik Kraków         | D          | 1:1   | Grzegorz Krysiak 55'                                                           |
| 12      | Polonia Warszawa      | W          | 1:1   | Tomasz Kłos 77'                                                                |
| 13      | Ruch Chorzów          | D          | 0:0   | brak                                                                           |
| 14      | Odra Wodzisław Śląski | W          | 0:0   | brak                                                                           |
| 15      | Lech Poznań           | D          | 1:1   | Mirosław Trzeciak 3', 7'                                                       |
| 16      | Wisła Kraków          | W          | 2:3   | Tomasz Kłos 1', Mirosław Trzeciak 80'                                          |
| 17      | Sokół Tychy           | D          | 1:0   | Mirosław Trzeciak 85'                                                          |
| 18      | Śląsk Wrocław *       | D          | 5:2   | Mirosław Trzeciak 14', '46, Grzegorz Krysiak 19', 37' (karny) Rafał Niżnik '81 |

*mecz z rundy wiosennej rozegrany awansem

#### Runda wiosenna
| kolejka | data                  | przeciwnik | Dom/Wyjazd | wynik                                                                                              |
| 19      | Widzew Łódź           | W          | 1:0        | Marcin Danielewicz 85'                                                                             |
| 20      | GKS Katowice          | D          | 1:1        | Mirosław Trzeciak 26'                                                                              |
| 21      | Amica Wronki          | W          | 2:2        | Daniel Dubicki 9', Tomasz Kłos 62'                                                                 |
| 22      | Legia Warszawa        | D          | 2:1        | Rafał Niżnik 35' (karny), Mirosław Trzeciak 40'                                                    |
| 23      | Raków Częstochowa     | W          | 1:2        | Tomasz Kłos 38'                                                                                    |
| 24      | Zagłębie Lubin        | D          | 2:1        | Daniel Dubicki 3', Maciej Terlecki 65'                                                             |
| 25      | Górnik Zabrze         | D          | 4:1        | Mirosław Trzeciak 8', 66', Daniel Dubicki 45', Ireneusz Komar 81'                                  |
| 26      | Stomil Olsztyn        | W          | 1:1        | Maciej Terlecki 37'                                                                                |
| 27      | GKS Bełchatów         | D          | 2:0        | Daniel Dubicki 5', Tomasz Kłos 64'                                                                 |
| 28      | Hutnik Kraków         | W          | 0:2        | brak                                                                                               |
| 29      | Polonia Warszawa      | D          | 4:2        | Mirosław Trzeciak 14', 24', 49', Rodrigo Gonçalves do Nascimento 44'                               |
| 30      | Odra Wodzisław Śląski | D          | 1:2        | Mirosław Trzeciak 43'                                                                              |
| 31      | Ruch Chorzów          | W          | 1:2        | Mirosław Trzeciak 81'                                                                              |
| 32      | Lech Poznań           | W          | 1:4        | Mirosław Trzeciak 34'                                                                              |
| 33      | Wisła Kraków          | D          | 5:0        | Mirosław Trzeciak 16', 82', Rodrigo Jorge Vieira Ribeiro 21', Rafał Pawlak 48', Daniel Dubicki 86' |
| 34      | Sokół Tychy           | W          | 3:0        | walkower; Sokół wycofał się z rozgrywek po 26. kolejce                                             |

### Puchar Polski
Piłkarze Łódzkiego Klubu Sportowego przystąpili do rozgrywek Pucharu Polski w IV rundzie, jak zdecydowana większość klubów, które w sezonie 1996/1997 grały w najwyższej klasie rozgrywkowej. Łodzianie rozegrali tylko jeden mecz w tamtej edycji PP, przegrywając na wyjeździe z Wisłą Kraków 0:1.

## Statystyki

### Najwięcej rozegranych meczów
- 32 – Tomasz Kos, Tomasz Kłos
- 31 – Rafał Pawlak
- 30 – Rafał Niżnik
- 29 – Grzegorz Krysiak
- 28 – Tomasz Lenart

### Strzelcy
- 18 bramek – Mirosław Trzeciak (król strzelców )
- 9 bramek – Daniel Dubicki
- 7 bramek – Tomasz Kłos
- 3 bramki – Grzegorz Krysiak
- 2 bramki – Marcin Danielewicz, Tomasz Lenart, Maciej Terlecki, Rafał Niżnik
- 1 bramka – Rafał Pawlak, Ireneusz Komar, Krzysztof Przała, Marek Saganowski, Rodrigo Jorge Vieira Ribeiro, Rodrigo Gonçalves do Nascimento, Sylvester Okosun

#### Hat-tricki
| Lp. | Gracz             | Spotkanie                   | Rezultat | Rozgrywki | Kolejka/Runda | Data         |
| --- | ----------------- | --------------------------- | -------- | --------- | ------------- | ------------ |
| 1.  | Mirosław Trzeciak | ŁKS Łódź – Polonia Warszawa | 4:2      | 1996/1997 | 29.           | 11 maja 1997 |